# یواس‌اس هرشاف شماره ۳۲۱ (اس‌پی-۲۲۳۵)
یواس‌اس هرشاف شماره ۳۲۱ (اس‌پی-۲۲۳۵) (به انگلیسی: USS Herreshoff No. 321 (SP-2235)) یک کشتی بود که طول آن ۱۱۲ فوت ۵ اینچ (۳۴٫۲۶ متر) بود. این کشتی در سال ۱۹۱۷ ساخته شد.